# Molino (Floride)
Pour les articles homonymes, voir Molino.
Molino est une census-designated place du comté d'Escambia, dans l'État de Floride, aux États-Unis,. En 2020, elle compte une population de 1 296 habitants.